# シルクウェイウエスト航空
シルクウェイウエスト航空（英語：Silk Way West Airlines）は、アゼルバイジャンのバクーを拠点に置く貨物航空会社である。シルクウェイ航空と同じくシルクウェイグループの傘下にあり、ヘイダル・アリエフ国際空港をハブ空港としている。

## 歴史
- 2012年に設立され、ボーイング747-400F型機、ボーイング767-300F型機を使用して運航を開始した[4]。
- 2014年、ボーイング747-8Fの導入を開始[5]。
- 2016年から2018年までのアゼルバイジャングランプリにおいて、開催前および開催期間中、フォーミュラ1（F1）運営の物流サプライチェーンのパートナーを務めた。それ以来、世界中のF1への物流輸送支援を拡大する方針を発表した[6]。
- 2018年、JALカーゴと貨物便販売の提携を開始した[7][8]。
- 2021年、日本貨物航空とのコードシェアも開始した[9]。
- 2021年、5機のボーイング777-200LRFを発注[10][11][12]。2023年より導入している。
- 2022年にはエアバスA350F[13]と777-8F[14]を各2機ずつ発注している。
- 2024年6月、中国河南航空グループ(CHAGC)と、鄭州-バクー間の航空貨物接続を強化するため提携することを発表。
- 2024年8月、社会貢献活動として、アゼルバイジャンの6つの学校の建設と改修を後援した。

## 就航地

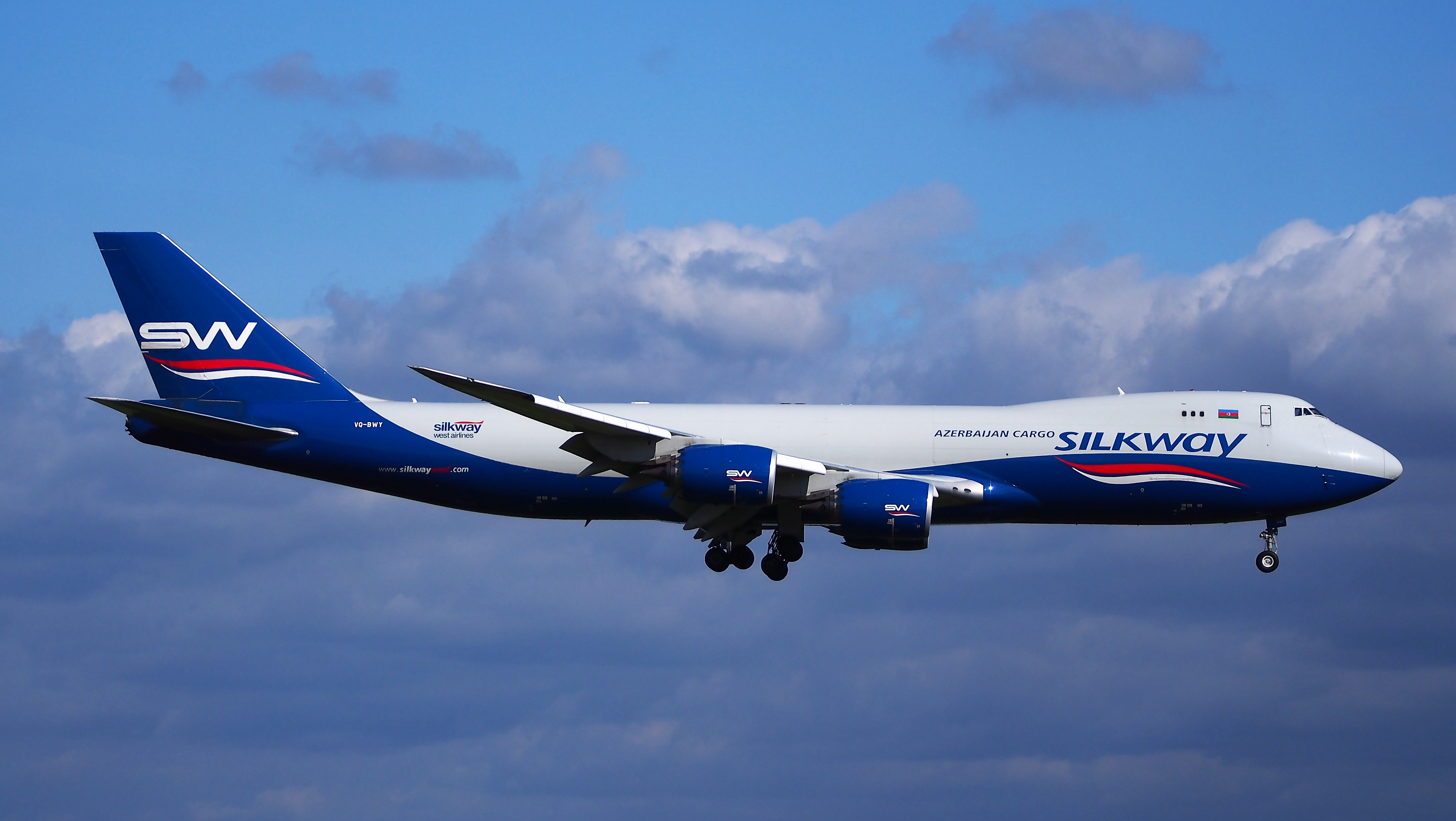
アムステルダム・スキポール空港に着陸する同社の747-8F型機

### 現在の路線
※2021年時点
アジア
- バクー
- アクタウ
- アルマトイ
- イスタンブール
- カーブル
- テルアビブ
- ドバイ
- バグダッド
- ビシュケク
- ダッカ
- クアラルンプール
- シンガポール
- 東京 (成田）
- 大阪 (関西）
- 上海
- 鄭州
- 香港
- ソウル

欧米
- アムステルダム
- フランクフルト
- ルクセンブルク
- リエージュ
- ミラノ
- ウィーン
- モスクワ
- キエフ
- トビリシ
- シカゴ

### 休廃止路線
- アクトべ（英語版）
- アティラウ
- ウルムチ
- オラル
- デリー
- バスラ
- ボリースピリ
- クウェート
- テヘラン
- 小松
- ンジャメナ
- ロンドン
- ブダペスト
- マーストリヒト
- ニューヨーク
- ダラス

## 日本との関係
2018年より、JALカーゴとの提携を開始し、バクー-小松線、バクー-ソウル/仁川経由-関西国際空港間の運航を開始した。2018年から現在まで、 日本地区貨物販売代理店は日本航空が勤めている。2021年からは、バクー-成田国際空港間の定期便も運航している。2022年12月には、NIPPON EXPRESSとの提携を開始した。

## 保有機材
2019年現在の機材は以下の通りである。
| 機種      | 保有数 | 発注数 | 備考               |  |
| 貨物機    | 貨物機 | 貨物機 | 貨物機             |  |
| --------- | ------ | ------ | ------------------ |  |
| B747-400F | 5      | —      | —                  |  |
| B747-8F   | 5      | —      | —                  |  |
| B777F     | 0      | 5      | 2023年から受領予定 |  |
| B777-8F   | 0      | 2      |                    |  |
| 総計      | 10     | 7      |                    |  |